# Municipio di Cusano Milanino
Il municipio di Cusano Milanino è il palazzo municipale di Cusano Milanino, comune dell'hinterland milanese.

## Storia
L'edificio venne costruito dal 1966 al 1969 su progetto di Vico Magistretti.

## Caratteristiche
Il municipio è posto in una zona di recente edificazione, a metà strada fra i due nuclei storici che compongono il comune (Cusano e Milanino). È costituito da diversi corpi di fabbrica, che articolandosi delimitano una piccola piazza pedonale.
Le pareti esterne sono rivestite in mattoni a vista, con alcuni inserti in rame; di particolare richiamo appare il corpo centrale, di taglio triangolare, che ospita la sala consiliare.
L'edificio conta due piani, sfalsati, raggiungibili dall'ingresso posto a metà altezza. Il piano inferiore, seminterrato, ospita gli uffici per il pubblico, distribuiti intorno a un patio interno sistemato a verde; il piano superiore, rialzato, ospita invece gli uffici tecnici e gli uffici del sindaco e della giunta; a un livello ancora superiore si trova la sala consiliare.

### Fonti
- Un municipio, edificio pubblico "aperto" al pubblico, in Domus, n. 538, Milano, Editoriale Domus, settembre 1974,  pp. 15-18, ISSN 0012-5377 (WC · ACNP).
- Fulvio Irace e Vanni Pasca, Vico Magistretti. Architetto e designer, Milano, Electa, 1999,  p. 76, ISBN 88-435-5986-9.

### Testi di approfondimento
- Municipio a Cusano Milanino, in Controspazio, n. 1, 1971,  p. 74, ISSN 0010-809X (WC · ACNP).
- Il prestigio di uno studio, in Gran Bazaar, n. 6, gennaio-febbraio 1980, ISSN 0394-1132 (WC · ACNP).
- M. Matteotti, Due palazzine comunali nell'hinterland milanese: Cusano Milanino e San Donato, in Ufficiostile, n. 4, 1982,  p. 66, ISSN 0503-0455 (WC · ACNP).
- A. Torricelli, Gli anni della trasformazione: nuovi paesaggi urbani, in Architetture sociali nel Milanese 1860-1990, Milano, Touring Club Italiano, 1994,  pp. 148-149, ISBN 88-365-0615-1.